# Marineland (Floryda)
Marineland (ang. Marineland, Florida) – miejscowość w stanie Floryda położona na południe od St. Augustine, znana z morskiego parku rozrywki pod tą samą nazwą – Marineland of Florida, które niemal w całości położony jest w jej obrębie administracyjnym.